# Promised Land (Carolina del Sud)
Promised Land és una concentració de població designada pel cens dels Estats Units a l'estat de Carolina del Sud. Segons el cens del 2000 tenia 559 habitants.

## Demografia
Segons el cens del 2000, Promised Land tenia 559 habitants, 184 habitatges i 142 famílies. La densitat de població era de 136,6 habitants/km².
Dels 184 habitatges en un 31,5% hi vivien nens de menys de 18 anys, en un 51,1% hi vivien parelles casades, en un 22,8% dones solteres, i en un 22,3% no eren unitats familiars. En el 20,1% dels habitatges hi vivien persones soles el 8,7% de les quals corresponia a persones de 65 anys o més que vivien soles. El nombre mitjà de persones vivint en cada habitatge era de 3,04 i el nombre mitjà de persones que vivien en cada família era de 3,55.
Per edats la població es repartia de la següent manera: un 27,4% tenia menys de 18 anys, un 10% entre 18 i 24, un 25,8% entre 25 i 44, un 25,2% de 45 a 60 i un 11,6% 65 anys o més.
L'edat mediana era de 36 anys. Per cada 100 dones de 18 o més anys hi havia 77,3 homes.
La renda mediana per habitatge era de 40.288 $ i la renda mediana per família de 42.212 $. Els homes tenien una renda mediana de 22.431 $ mentre que les dones 25.000 $. La renda per capita de la població era d'11.630 $. Entorn del 16,5% de les famílies i el 18,4% de la població estaven per davall del llindar de pobresa.

## Poblacions més properes
El següent diagrama mostra les poblacions més properes.